# Wyżnie Rzędy Bielskie

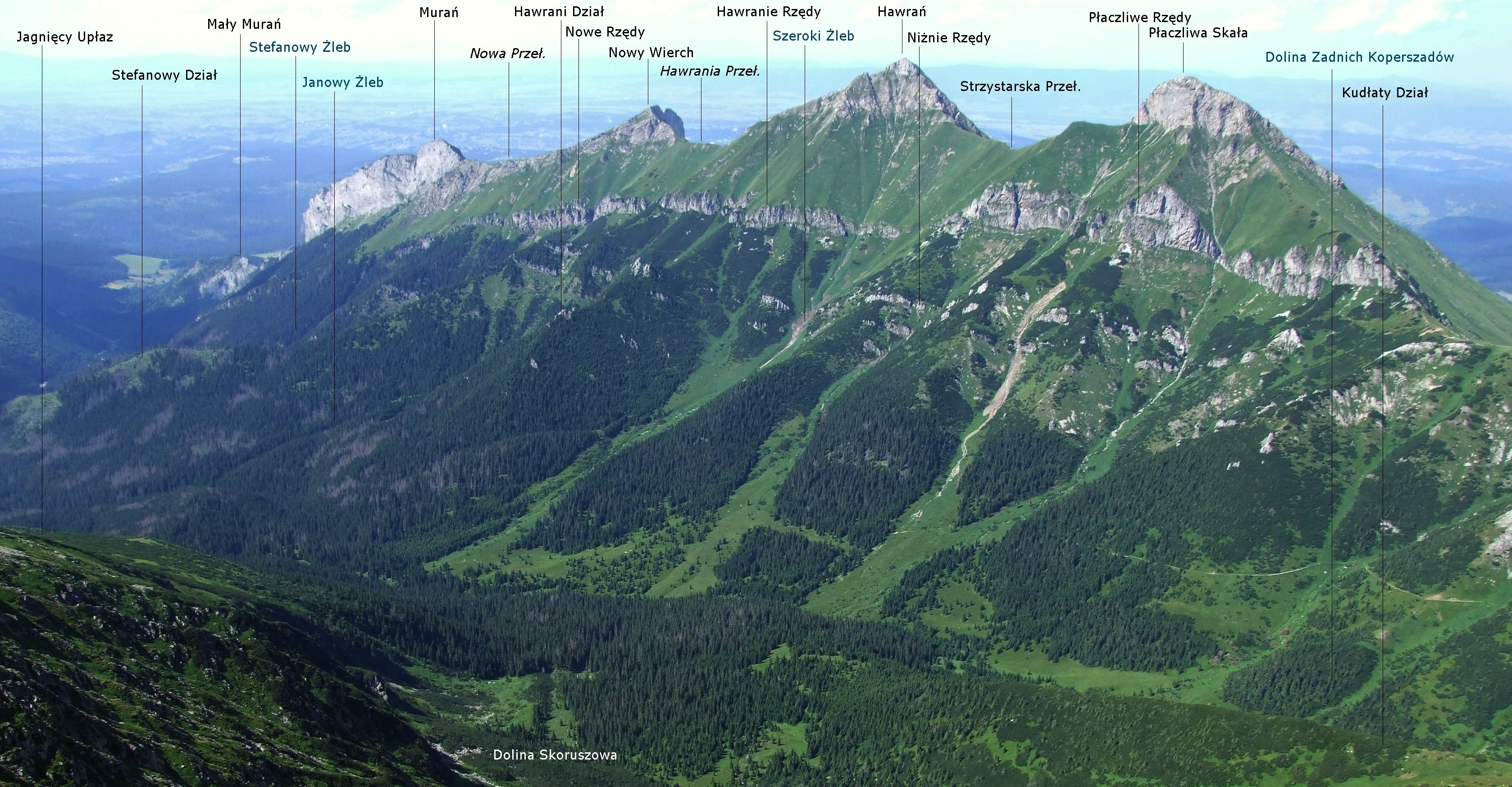
Widok z Jagnięcego Szczytu

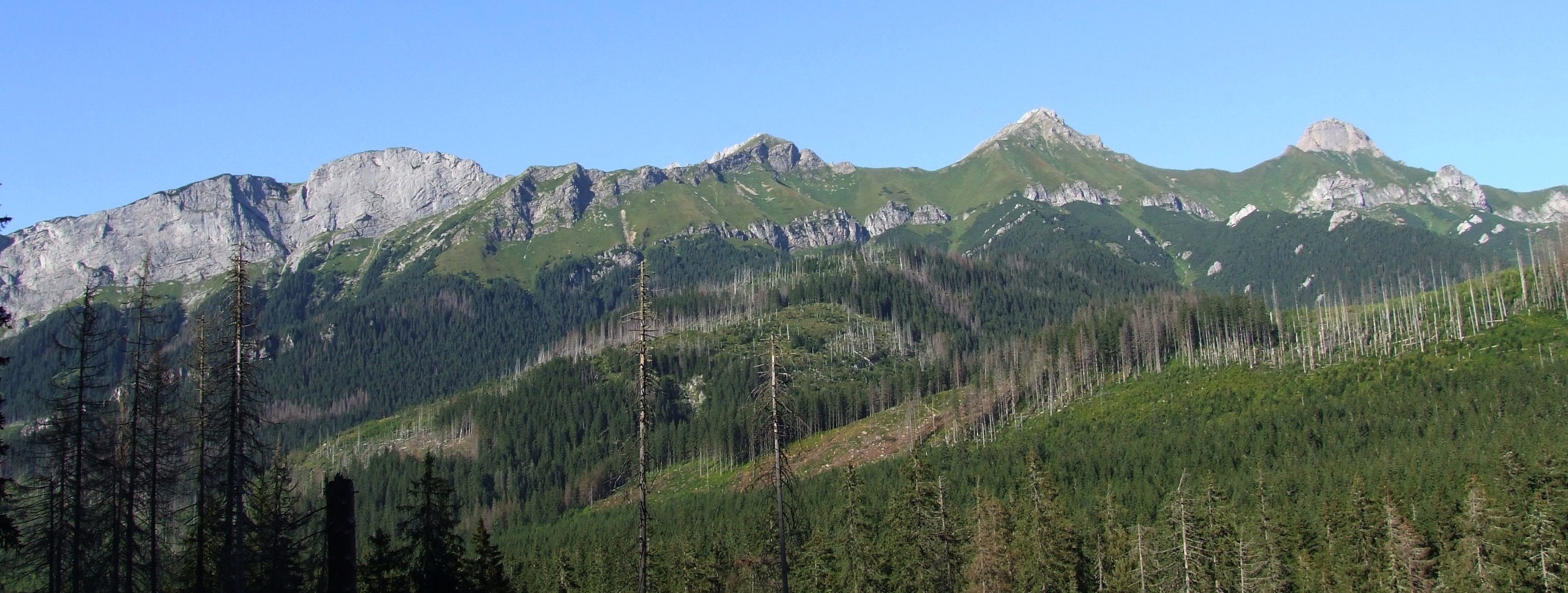
Widok z dolnej części Doliny Jaworowej

Wyżnie Rzędy (słow. Vyšné Rendy) – pas skał na południowych stokach Tatr Bielskich. Zbudowane są z triasowych dolomitów i ciągną się od Murania po Płaczliwą Skałę. Wyróżnia się wśród nich:
- Nowe Rzędy – na stokach Nowego Wierchu,
- Hawranie Rzędy – na stokach Hawrania,
- 3 Płaczliwe Kazalnice[2].

Poniżej Wyżnich Rzędów znajduje się drugi, krótszy, niższy i słabiej zaznaczony pas skał. Są to Niżnie Rzędy. Obydwa pasy skał przecięte są kilkoma żlebami opadającymi spod szczytów i przełęczy Tatr Bielskich do Doliny Zadnich Koperszadów i Doliny Jaworowej.
Nazwa Rzędy występuje jeszcze w innych miejscach w Tatrach.